# Ferenc Donáth (politik)
Ferenc Donáth (5. září 1913 Jászárokszállás – 15. července 1986 Budapešť) byl maďarský politik, historik zemědělství, publicista, poslanec. Manžel publicistky Évy Bozókyové.

## Život
Základní a střední školu ukončil ve městě Jászberény, mezi roky 1930 a 1934 získal titul doktora práv na Univerzitě Pétera Pázmánye v Budapešti. V roce 1934 se stal členem komunistické strany. Byl účasten tzv. Debrecínské Dietě v roce 1936, roku 1937 sehrál určitou roli ve formování Márciusi Front, poté se v roce 1939 zúčastnil založení Národní rolnické strany (Nemzeti Parasztpárt). Mezi lety 1939 a 1944 byl vedoucím zahraniční rubriky listu Szabad Szó.
Na jaře roku 1940 byl společně se Szilárdem Ujhelyim vzat do vazby. Propuštěn byl po několikatýdenním výslýchání, nadále však zůstal pod policejním dohledem. Na podzim téhož roku byl povolán na pracovní službu, odkud byl na konci roku propuštěn domů, ale na jaře 1941 byl povolán zpět. Kvůli plícnímu krvácení byl pracovní povinnosti zbaven, poté žil od roku 1942 až do konce války v ilegalitě a zabýval se politikou.
V roce 1944 se podílel na znovuustavení komunistické strany. Mezi roky 1945 a 1951 zastával různé politické funkce: byl místopředsedou Zemské rady pro uspořádání zemědělského majetku (Országos Földbirtokrendező Tanács), členem Ústředního vedení Maďarské komunistické strany (MKP), politickým náměstkem ministra zemědělství, vedoucím oddělení pro venkov při Ústředním vedení MKP a vedoucím Kanceláře hlavního sekretriátu MKP.
V únoru roku 1951 byl zatčen a 18. prosince na uzavřeném jednání odsouzen k 15 letům žaláře. (V tomtéž vykonstruovaném procesu byli odsouzeni také János Kádár, Gyula Kállai a Sándor Haraszti.) Většinu svého trestu strávil v samovazbě. V červenci 1954 byl rehabilitován.
Od prosince roku 1954 vedl zemědělské oddělení Ekonomického ústavu Maďarské akademie věd, poté byl jmenován náměstkem ředitele. V roce 1956 náležel k okruhu reformistů seskupených kolem Imre Nagye. Dne 30. října 1956 se stal členem nově zřízené prozatímní správní komise MSZMP. Na konci října a na začátkem listopadu byl pracovníkem sekretariátu Imre Nagye. 4. listopadu se uchýlil na jugoslávské velvyslanectví. Poté byl 24. listopadu internován v rumunské obci Snagov. Roku 1958 byl v procesu s Imre Nagyem jako druhý obžalovaný obviněn z iniciování a vedení spolčení směřujícího ke svržení lidově demokratického státního zřízení a byl odsouzen ke dvanácti letům vězení. V dubnu roku 1960 dostal milost.
Mezi roky 1960 a 1976 byl vědeckým pracovníkem Národní zemědělské knihovny (Országos Mezőgazdasági Könyvtár), Maďarského zemědělského muzea a Ekonomického ústavu Maďarské akademie věd. V letech 1976–1983 pracoval ve Výzkumném ústavu zemědělských družstev Maďarské akademie věd. Od 70. let byl účastníkem opozičního demokratického hnutí; mezi prvními podepsal prohlášení solidarizující s Chartou 77 a v roce 1980 to bylo on, kdo zorganizoval vydání Bibóovského sborníku ve formě samizdatu. V roce 1985 byl hlavním organizátorem tzv. monorského setkání, kterého se zúčastnili zástupci různých opozičních skupin.
Dne 9. června 1989 podal nejvyšší prokurátor Maďarské lidové republiky námitku ve prospěch odsouzených v procesu s Imre Nagyem a inicioval zrušení rozsudků, resp. osvobození nespravedlivě odsouzených. Dne 6. července 1989 zrušila předsednická rada nejvyššího soudu platnost rozsudků nad Imre Nagyem, Ferencem Donáthem, Miklósem Gimesem, Zoltánem Tildym, Pálem Maléterem, Sándorem Kopácsim, Ferencem Jánosim, Miklósem Vásárhelyim a Józsefem Szilágyim s pro absenci jakéhokoliv trestného činu je všichny osvobodila.

## Rodina
Jeho syn László Donáth je evangelickým duchovním, mezi lety 1994 a 2010 byl členem parlamentní frakce strany MSZP.